# Diamond Foxxx
Diamond Foxxx, nombre artístico de Stephanie Woodcock (Virginia; 5 de enero de 1973), es una actriz pornográfica estadounidense.

## Biografía
Creció en una ciudad pequeña de Virginia y a los 25 años de edad se trasladó al sur de la Florida para iniciar una carrera en propiedades inmobiliarias. Tiempo después se fue a Cayo Hueso donde comenzó a explorar la industria pornográfica. Diamond pensó que con la industria para adultos se financiaría su carrera inmobiliaria.
A Diamond solo le tomó un par de meses para tener sexo frente a una cámara fotográfica. Para ella, el crecimiento en la industria fue un poco resistente, en vista de que ambos padres se desempeñaron en los servicios militares.
Reside en Dallas, Texas, donde trabaja bailando en un club nocturno local. Además trabaja para afamadas compañías, Bangbros, Brazzers, Reality Kings, entre otras.